# Transz-Szibéria (film)
A Transz-Szibéria (eredeti cím: Transsiberian) 2008-ban bemutatott bűnügyi thriller Brad Anderson rendezésében. A forgatókönyvet Anderson és Will Conroy írta.
A főszerepben Ben Kingsley, Woody Harrelson, Eduardo Noriega és Emily Mortimer látható. A film a Transzszibériai vasútvonal Trans-Manchurian ágán játszódik, amely Kína és Moszkva között húzódik. A forgatás 2006 decemberében Vilniusban kezdődött, majd Pekingben és Oroszországban folytatódott.
Premierje a 2008-as Sundance Filmfesztiválon volt, összességében pozitív kritikákat kapott.

## Cselekmény
|  | Alább a cselekmény részletei következnek! |

Egy amerikai házaspár, Roy (Woody Harrelson) és Jessie (Emily Mortimer), a Transzszibériai vasútvonalon utazik egy kínai küldetésből Moszkvába.
A társaságkedvelő Roy összebarátkozik a fülkében az útitársaikkal. Egyikük egy spanyol, Carlos (Eduardo Noriega) és barátnője Abby (Kate Mara). Az út folyamán Carlos megmutatja Jessie-nek a matrjoska baba-gyűjteményét. Különös frivol kapcsolat bontakozik ki Jessie közöttük, amiből kiderül, hogy Jessie nem mindenben őszinte Royjal.
Roy lekési a vonatot Irkutszkban, míg a muzeális gőzmozdonyokat nézegeti az állomáson. Jessie vonata, Carlosszal és Abbyvel közben elindul. Az asszony úgy dönt, hogy leszáll a következő állomáson és megvárja férjét, aki valószínűleg a következő vonattal érkezik, hogy csatlakozzon hozzájuk. Carlos és Abby szintén leszállnak a vonatról és megszállnak egy garniszállóban. A vacsoránál Jessie megjegyzést tesz a sószóróra, ami pont ugyanolyan, mint Carlos ritka kincsei, amiket korábban megmutatott. Abby ezt hallva otthagyja őket az asztalnál. A következő reggelen Carlos átmegy Jessie szobájába, mondván, hogy a zuhanyzója nem működik, s hogy használhassa a fürdőszobáját. Jessie a recepcióra közben kap egy telefonhívást így lemegy, a tusolóban hagyva útitársát. Megtudja, hogy férje délután 4 órakor fog megérkezni.
Carlos rábeszéli Jessie-t, hogy kísérje el őt egy öreg templomhoz. Bizalmatlan a férfival, de nem tud ellenállni. Busszal a havas vadon közepébe mennek, ahol találnak egy romos ortodox kápolnát. A nő elkezdi fotózni az épületet, a tájat, a madarakat és Carlost. Elkapja őket a testi szenvedély és vad csókolózásba kezdenek, miközben a templom majdnem rájuk omlik. Jessie ettől visszazökken és nem enged az ösztöneinek. Kísérője azonban nem adja fel, erőszakoskodni kezd. A nő megijed, és önvédelemből egy deszkával többször fejbe vágja a férfit, aki ebbe belehal. A nő egyedül tér vissza a szállodába, majd véres holmiját lecserélve a vasútállomásra megy, hogy találkozzon párjával. Abby a városban marad, hogy megkeresse a barátját.
A vonaton Roy megismerkedett egy kíváncsiskodó orosz nyomozóval, Ilya Grinkóval (Ben Kingsley), aki Vlagyivosztokból utazik Moszkvába egy konferenciára, velük közös kupéban. Útközben elmesélik neki, hogy jártak és kikkel barátkoztak össze. Jessie ekkor észreveszi, hogy amíg ő telefonált a szállodában, Carlos belecsempészte a táskájába a babáit. Ilyától megtudják, hogy a vonaton gyakran utaznak drogcsempészek, akik a cuccot különféle ajándéktárgyakba rejtik. Megpróbál megszabadulni a babáktól, de mindig kudarcot vall. Az ablakok zárva, a WC eldugult, a vagon ajtaját kinyitja, de nem tudja kidobni a babákat, mert a kalauznő megakadályozza ebben. Ilya érdeklődve nézi a gépen Jessie képeit, aki épp a Carlosról készült utolsó kép előtt veszi vissza a kezéből a gépet. Később törli az összes képet a kártyáról, de párat még ezután is készít az állomáson, többek között Grinko társaságáról.
Ilya kollégájaként bemutatja nekik Kolzakot (Thomas Kretschmann). Amikor másnap felébrednek, hivatalos színezetet ölt a kapcsolatuk, Grinko kihallgatás jelleggel hívja az étkezőkocsiba őket. Meglepődve veszik észre, hogy az összes utas eltűnt, és a többi kocsit a vonatról lekapcsolták. Csak Ilya és a társa maradtak. Átadják a babákat, amelyekben valószínűleg kokain van. A házaspár egyre kevésbé hiszi, hogy útitársaik valóban nyomozók. Az oroszok leállítják a vonatot a nyílt pályán és beviszik őket az erdőbe, egy elhagyott katonai bázisra. Itt újra találkoznak Abbyvel, akit akkorra már kegyetlenül összevertek és megkínoztak. Ilya bűntársa tovább kínozza Abbyt, egy késsel vagdossa a lábait. Jessie megpróbálja leállítani a kínzást, és azt mondja, hogy már átadták az anyagot. Ilya azt mondja, hogy a heroinnál többről van szó: arról a pénzről, ami Carlosnál van. Ilya azt mondja Jessie-nek, hogy Abby nem „jó lány": kihasználta Carlost, felelős volt egy másik ember haláláért, és megpróbálja ellopni a pénzét, de Jessie tudja, hogy Abby ártatlan. A cipő nélkül a földalatti hangárban 5 perc „gondolkodási időre" magára hagyott házaspár megszökik a vészkijáraton. Megpróbálnak elszökni a mozdonnyal, sikeresen el is tudják indítani, igaz, csak visszafelé. Ilya és Kolzak még fel tud ugrani a mozgó vonatra, azonban hamarosan összeütköznek egy másik szerelvénnyel. A balesetet követő kavarodásban a másik szerelvény mentőit látva, Ilya szorult helyzetében váratlanul lelövi a Kolzakot. Amikor a másik szerelvényből fegyveres rendőrök odaérnek, azt mondja nekik, hogy ő olyan kormányzati nyomozó, aki megmentette a bűnözőktől az amerikai túszokat. Jessie megpróbálja elmondani az igazságot, de nem beszél senki sem angolul, így egy szavát sem értik. Miközben a kimerültségtől elalszik, még látja, ahogy az orosz nyomozó büntetlenül elsétál a fák közé.
Később már Moszkvában az amerikai hivatalnokok tudatják Jessie-vel és Royjal, hogy Carlos bűnöző volt. Ilya a csempészútvonalat biztosította a rendőrségen belülről a transzszibériai vonalon, aki ellen így, nem utolsósorban Jessie fotói bizonyítékul szolgálnak. A rendőrök nem tudnak semmit Abby korábbi életéről, úgy gondolják, egy szökött fiatal amerikai lány, aki rossz társaságba keveredett. Jessie meglátogatja Abbyt a kórházban, de nem derül ki, hogy mit mondott neki.
Az utolsó jelenetben a már lábadozó Abby a hóban megy mankóval a templomrom felé. A hó alatt megtalálja a jéggé fagyott barátját, a hulla övébe rejtett rengeteg pénzt kiveszi: 500 eurós bankjegykötegeket fóliahevederbe fűzve. Azután otthagyja a holttestet és a pénzzel elsétál az erdőben.

## Szereplők
| Színész            | Szerep    | Magyar hang         |
| ------------------ | --------- | ------------------- |
| Woody Harrelson    | Roy       | Stohl András        |
| Emily Mortimer     | Jessie    | Kiss Virág Magdolna |
| Ben Kingsley       | Grinko    | Végvári Tamás       |
| Kate Mara          | Abby      | Nemes Takách Kata   |
| Eduardo Noriega    | Carlos    | Tokaji Csaba        |
| Thomas Kretschmann | Kolzak    |                     |
| Étienne Chicot     | A Francia |                     |
| Colin Stinton      | Attasé    | Kapácsy Miklós      |

## Fordítás
- Ez a szócikk részben vagy egészben  a   Transsiberian (film) című angol Wikipédia-szócikk fordításán alapul.  Az eredeti cikk szerkesztőit annak laptörténete sorolja fel. Ez a jelzés csupán a megfogalmazás eredetét és a szerzői jogokat jelzi, nem szolgál a cikkben szereplő információk forrásmegjelöléseként.